# Johann Wilhelm Löbell
Johann Wilhelm Löbell (även Loebell), född 15 september 1786 i Berlin, död 12 juli 1863 i Bonn, var en tysk historiker.
Löbell blev vid Bonns universitet 1829 e.o. och 1831 ordinarie professor i historia. Hans intresse för universalhistorisk framställning visades i synnerhet genom hans omarbetning av Karl Friedrich Beckers världshistoria (tredje tyska upplagan; andra i svensk översättning 1829-35). Löbells mest uppmärksammade specialhistoriska arbete är Gregor von Tours und seine Zeit (andra upplagan 1869).